# کوپل، اتریش
کوپل (به آلمانی: Koppl) یک منطقهٔ مسکونی در اتریش است که در ناحیه زالتسبورگ-اومگه‌بونگ واقع شده‌است. کوپل ۲۰٫۸۸ کیلومتر مربع مساحت دارد ۷۵۵ متر بالاتر از سطح دریا واقع شده‌است.